# CAT-iq
Pour les téléphones fixes domestiques sans-fils DECT, la Technologie avancée sans fil - internet et qualité (Cordless Advanced Technology—internet and quality, CAT-iq), initiée par le forum DECT, permet de proposer de nouvelles capacités aux communications vocales, orientées vers la transmission sans fil et un son en haute définition.
Selon le niveau de spécification supporté, les terminaux peuvent proposer la téléphonie haute définition (profil 1.0), le multi-ligne (profil 2.0).
En France, cette technologie permet aux opérateurs télécoms comme Orange via sa Livebox et Free via sa Freebox de fournir une base de connexion pour les combinés téléphoniques sans-fils compatibles DECT.
Un autre intérêt est la capacité pour une base DECT CAT-iq intégrée à une passerelle domestique (box) d'un opérateur télécom de connecter les terminaux téléphoniques compatibles de plusieurs fabricants, grâce à l'interopérabilité apportée par la norme.